# 1499
سنة 1499 كانت سنة بسيطة تبدأ يوم الثلاثاء (الرابط يظهر نموذج التقويم الكامل للسنة) من التقويم اليولياني.

## أحداث
- بداية ثورة البشرات في 27 ديسمبر 1499 والتي انتهت في 1 أبريل 1501.
- بداية الحرب العثمانية البندقية الثانية في 1499 والتي انتهت في 1503.

## مواليد
- أدموند تيدور

## وفيات
- باولو دا غاما
- جورجيو فالا